# Draft WNBA 2023
Il Draft WNBA 2023 fu il 27º draft tenuto dalla WNBA e si svolse il 10 aprile 2023 a New York.

## Primo giro
|   | Indica una giocatrice che è stata selezionata per almeno un All-Star Game |
| * | Indica la giocatrice che ha vinto il titolo di Rookie of the Year         |
|   | Indica una giocatrice che non ha mai giocato una partita in WNBA          |

| Scelta | Giocatrice         | Nazionalità     | Squadra WNBA                                           | College/Squadra di club |
| ------ | ------------------ | --------------- | ------------------------------------------------------ | ----------------------- |
| 1      | Aliyah Boston *    | Stati Uniti     | Indiana Fever                                          | S.C. Gamecocks          |
| 2      | Diamond Miller     | Stati Uniti     | Minnesota Lynx                                         | Maryland Terrapins      |
| 3      | Maddy Siegrist     | Stati Uniti     | Dallas Wings (da Atlanta)                              | Villanova Wildcats      |
| 4      | Stephanie Soares   | Brasile         | Dallas Wings (da Los Angeles via Atlanta e Washington) | Iowa St. Cyclones       |
| 5      | Lou Lopez Sénéchal | Messico Francia | Dallas Wings (da Phoenix via Chicago)                  | UConn Huskies           |
| 6      | Haley Jones        | Stati Uniti     | Atlanta Dream (da New York via Connecticut)            | Stanford Cardinal       |
| 7      | Grace Berger       | Stati Uniti     | Indiana Fever (da Dallas)                              | Indiana Hoosiers        |
| 8      | Laeticia Amihere   | Canada          | Atlanta Dream (da Washington)                          | S.C. Gamecocks          |
| 9      | Jordan Horston     | Stati Uniti     | Seattle Storm                                          | Tenn. L. Volunteers     |
| 10     | Zia Cooke          | Stati Uniti     | Los Angeles Sparks (da Connecticut)                    | S.C. Gamecocks          |
| 11     | Abby Meyers        | Stati Uniti     | Dallas Wings (da Chicago via Indiana)                  | Maryland Terrapins      |
| 12     | Maïa Hirsch        | Francia         | Minnesota Lynx (da Las Vegas)                          | Villeneuve-d'Ascq       |

## Secondo giro
| Scelta | Giocatrice        | Nazionalità | Squadra WNBA                 | College/Squadra di club |
| ------ | ----------------- | ----------- | ---------------------------- | ----------------------- |
| 13     | Taylor Mikesell   | Stati Uniti | Indiana Fever                | Ohio St. Buckeyes       |
| 14     | Shaneice Swain    | Australia   | Los Angeles Sparks           | Cairns Dolphins         |
| 15     | Leigha Brown      | Stati Uniti | Atlanta Dream                | Michigan Wolver.        |
| 16     | Dorka Juhász      | Ungheria    | Minnesota Lynx               | UConn Huskies           |
| 17     | LaDazhia Williams | Stati Uniti | Indiana Fever (da Phoenix)   | LSU Lady Tigers         |
| 18     | Madi Williams     | Stati Uniti | Seattle Storm (da New York)  | Oklahoma Sooners        |
| 19     | Ashley Joens      | Stati Uniti | Dallas Wings                 | Iowa St. Cyclones       |
| 20     | Elena Tsineke     | Grecia      | Washington Mystics           | South Florida Bulls     |
| 21     | Dulcy Fankam      | Camerun     | Seattle Storm                | South Florida Bulls     |
| 22     | Alexis Morris     | Stati Uniti | Connecticut Sun              | LSU Lady Tigers         |
| 23     | Kayana Traylor    | Stati Uniti | Chicago Sky                  | Virginia Tech Hokies    |
| 24     | Brea Beal         | Stati Uniti | Minnesota Lynx (da Las Vega) | S.C. Gamecocks          |

## Terzo giro
| Scelta | Giocatrice      | Nazionalità | Squadra WNBA                 | College/Squadra di club |
| ------ | --------------- | ----------- | ---------------------------- | ----------------------- |
| 25     | Victaria Saxton | Stati Uniti | Indiana Fever                | S.C. Gamecocks          |
| 26     | Monika Czinano  | Stati Uniti | Los Angeles Sparks           | Iowa Hawkeyes           |
| 27     | Destiny Harden  | Australia   | Phoenix Mercury (da Atlanta) | Miami Hurricanes        |
| 28     | Taylor Soule    | Stati Uniti | Minnesota Lynx               | Virginia Tech Hokies    |
| 29     | Kadi Sissoko    | Francia     | Phoenix Mercury              | USC Trojans             |
| 30     | Okako Adika     | Danimarca   | New York Liberty             | USC Trojans             |
| 31     | Paige Robinson  | Stati Uniti | Dallas Wings                 | Illinois St. Redbirds   |
| 32     | Txell Alarcón   | Spagna      | Washington Mystics           | Araski Vitoria          |
| 33     | Jade Loville    | Stati Uniti | Seattle Storm                | Arizona Wildcats        |
| 34     | Ashten Prechtel | Stati Uniti | Connecticut Sun              | Stanford Cardinal       |
| 35     | Ksenija Malaška | Bielorussia | Chicago Sky                  | M.T. Blue Raiders       |
| 36     | Brittany Davis  | Stati Uniti | Las Vegas Aces               | Alabama Crim. Tide      |